# Pierre-Damien Boussoukou-Boumba
Pierre-Damien Boussoukou-Boumba (geb. 1945) ist ein kongolesischer Politiker. Während der Einparteienherrschaft der Parti Congolais du Travail (Kongolesische Arbeiterpartei, PCT) war er in der Regierung von Kongo-Brazzaville von 1979 bis 1984 Gesundheitsminister, von 1984 bis 1989 Minister für wissenschaftliche Forschung und von 1989 bis 1991 Minister für Grundbildung. In den 1990er Jahren war er Botschafter in den Vereinigten Staaten und von 1997 bis 2002 Minister für kleine und mittlere Unternehmen; anschließend war er von 2002 bis 2007 Abgeordneter in der Nationalversammlung von Kongo-Brazzaville. Boussoukou-Boumba war von 1996 bis 2011 auch Präsident der Union zur Verteidigung der Demokratie (UDD).

## Politische Karriere
Boussoukou-Boumba, ein Angehöriger der Volksgruppe der Bakongo, wurde in Kibangou in der Region Niari geboren. Unter Präsident Denis Sassou Nguesso war er Minister of Health and Social Affairs von 1979 bis 1984 und Minister of Scientific Research von 1984 bis 1989. Dann wurde er am 13. August 1989 zum Minister of Basic Education and Literacy ernannt. und diente  in dieser Funktion bis 1991. Er wurde auch Mitglied des Central Committee der Congolese Labour Party (PCT) in 1989. In der Folge wurde er als Botschafter in die Vereinigten Staaten entsandt (12. Oktober 1993), wo er bis April 1996 weilte.
1996 wurde Boussoukou-Boumba Präsident der Partei UDD. Nachdem Sassou Nguesso im Oktober 1997 erneut an die Macht gekommen war, ernannte er Boussoukou-Boumba zum Minister of Small and Medium-Sized Enterprises and the Craft Industry (2. November 1997); später, in der Regierung vom 12. Januar 1999 wurde Boussoukou-Boumbas Portfolio erweitert und er wurde zum Minister of Trade, Supplies, Small and Medium Enterprises, and the Craft Industry ernannt. In den Parlamentswahlen im Mai/Juni 2002 wurde er erneut in die Nationalversammlung gewählt als Kandidat der UDD im Wahlkreis Kibangou, sein Sitz wurde in der zweiten Wahlrunde entschieden. Nach den Wahlen wurde er nicht mehr in die Regierung aufgenommen und am 21. August 2002 durch Emile Mabondzot ersetzt. In der Nationalversammlung wurde er zum Präsidenten der Legal and Administrative Affairs Commission gewählt (24. August 2002).
Boussoukou-Boumba trat in den Wahlen 2007 erneut als Kandidat der UDD im Wahlkreis Kibangou an, gegen 15 Mitbewerber. Er wurde durch den unabhängigen Kandidaten, Serge Victor Ignoumba besiegt, jedoch wurde die Wahl in dem Wahlkreis am 26. Oktober 2007 durch das Verfassungsgericht annullier, zusammen mit drei anderen Wahlkreisen. In der Neuwahl am 26. Dezember 2007 verlor Boussoukou-Boumba erneut gegen Ignoumba; er errang 42,76 % der Stimmen gegen 57,24 % für Ignoumba.
In den Senatswahlen im August 2008 kandidierte Boussoukou-Boumba für die Koalition der Rally of the Presidential Majority (RMP) in der Region in Niari, wo er ebenfalls keinen Sitz erringen konnte. In den sechs Sitzen in Niari kam er auf Platz acht; er erhielt 47 Stimmen von den 130 Wahlmännern.
Boussoukou-Boumba war Leiter der Beobachtermission der Afrikanischen Union bei der Präsidentschaftswahl in der Zentralafrikanischen Republik 2011 (Januar 2011). Nach der Wahl gab er eine positive Bewertung und beschrieb die Wahl als „Frei demokratisch und inklusiv“ („free, democratic, and inclusive“). Er räumte einige Mängel ein, sagte aber, dass diese „die Glaubwürdigkeit des Wahlprozesses wahrscheinlich nicht gefährden würden“ („not likely to jeopardize the credibility of the electoral process“).
Am 25. Juni 2011 fusionierte die UDD mit der PCT als Reaktion auf deren Öffnung für andere Parteien. Diese Geste machte die PCT im Vorfeld ihres sechsten außerordentlichen Kongresses im Juli 2011. Laut Boussoukou-Boumba, der als langjähriger Verbündeter von Sassou Nguesso bekannt war, sollte die Entscheidung Sassou Nguesso zur Stärkung seiner Partei helfen. Boussoukou-Boumba sprach auch von der Notwendigkeit, bei der Entwicklung und Wiederbelebung der PCT zu helfen, und forderte die UDD-Mitglieder auf, „unserer neuen politischen Partei treu zu bleiben“ („remain faithful to our new political party“). Auf dem sechsten außerordentlichen Kongress, der einen Monat später stattfand, wurde Boussoukou-Boumba in das 471 Mitglieder umfassende Zentralkomitee der PCT gewählt.
Boussoukou-Boumba trat erneut im Wahlkreis Kibangou an in den Parlamentswahlen im Juli–August 2012, konnte jedoch keinen Erfolg verzeichnen. Als Kandidat der PCT wurde Boussoukou-Boumba dann als lokaler Kreisrat in Kibangou bei den Kommunalwahlen im September 2014 gewählt. Im Oktober 2014 wurde er als Kandidat der PCT in Niari in den Senat gewählt. Er konnte 60 Stimmen von den 131 Wahlmännern erringen.